# Frédéric-César de La Harpe

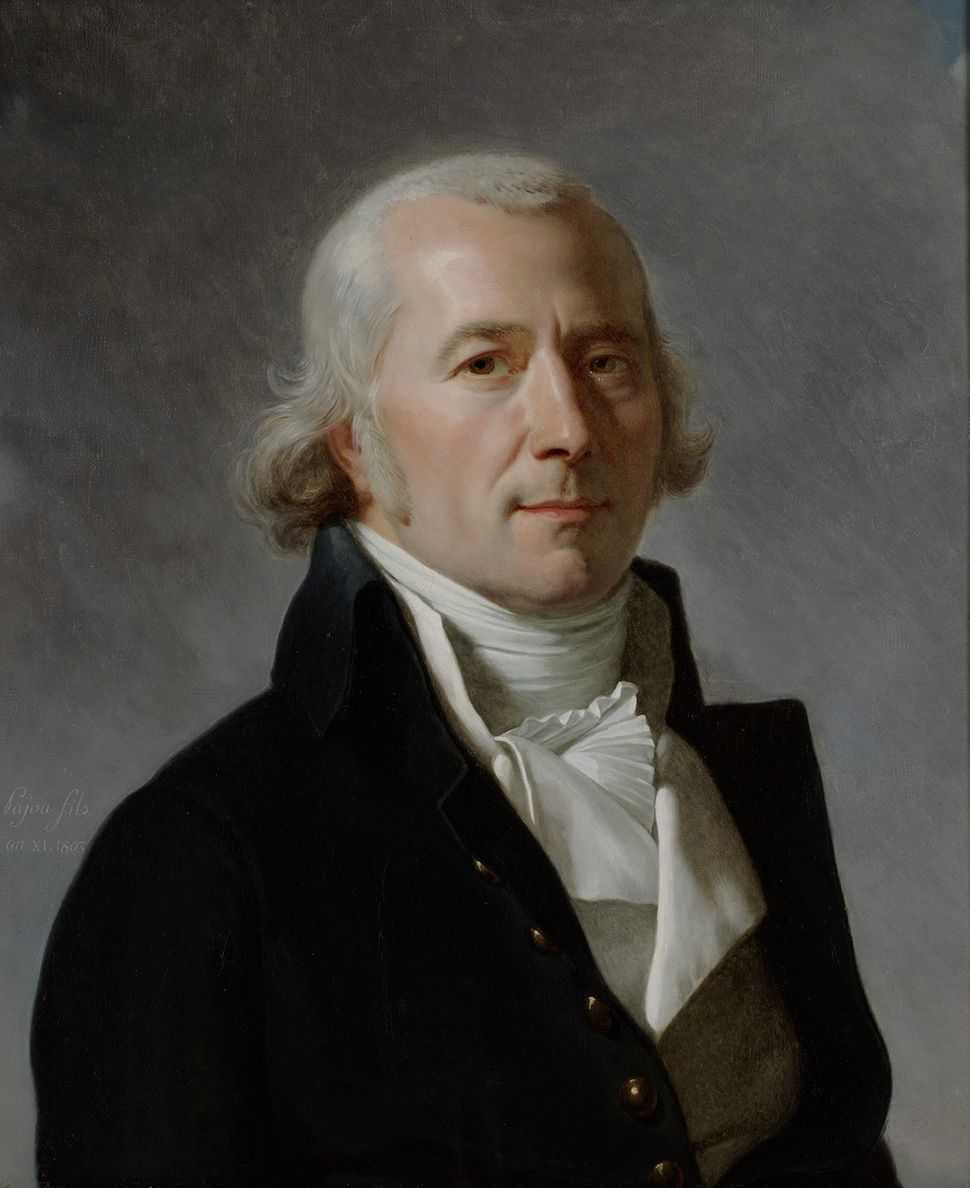
Porträt von Pajou, November 1803

Frédéric-César de la Harpe (* 6. April 1754 in Rolle; † 30. März 1838 in Lausanne), auch de Laharpe, war ein Schweizer Politiker der Helvetik und Erzieher des Zaren Alexander I. von Russland.

## Leben

### Studium und Beginn der Karriere
Frédéric-César de la Harpe wurde 1754 in einfachen, aber adligen Verhältnissen geboren. Nach einer Grundausbildung in Rolle kam der 14-Jährige für zwei Jahre an das Seminar auf Schloss Haldenstein. Der Unterricht im von Martin von Planta und Johann Peter Nesemann geführten Institut und die dort herrschende republikanisch-aufklärerische Haltung waren für den jungen Laharpe prägend. Nach einem anschliessenden zweijährigen Studienaufenthalt in Genf nahm der nun 18-Jährige das Studium der Jurisprudenz in Tübingen auf. An der Universität von Tübingen schloss er eine enge Freundschaft mit Henri Monod, der ebenfalls aus dem Waadtland stammte. Nach seiner Promotion im Jahre 1774 kehrte Laharpe in die Heimat zurück. Er liess sich in Lausanne nieder und wurde dort in den Rat der Zweihundert aufgenommen. Seinen Beruf als Anwalt übte er an der Welschen Appellationskammer in Bern aus. Er litt zunehmend unter dem entwürdigenden Verhalten der Berner Herrschaft über die Waadt und ihre Bewohner. Er war deshalb froh, als er 1782 ein Angebot erhielt, einige Günstlinge der Zarin Katharina II. als Mentor auf ihrer «Grand Tour» zu begleiten. Die Reise führte über Rom und Sizilien bis nach Malta. In Neapel liess sich Laharpe in den Freimaurerorden aufnehmen. Auf Wunsch der Zarin begleitete er seine Zöglinge über Wien und Warschau zurück bis nach Sankt Petersburg, wo er im Frühjahr 1783 eintraf.

### Erzieher in der Zarenfamilie

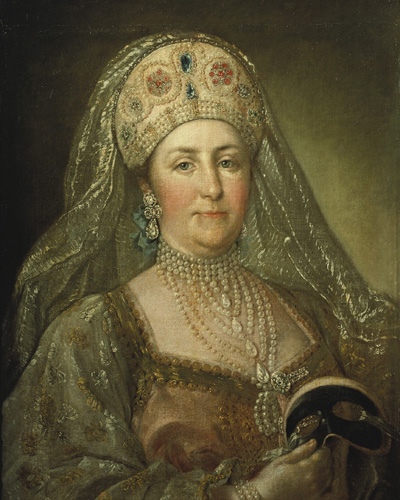
Die russische Zarin Katharina II. um 1780

Das erste Jahr in Sankt Peterburg widmete Laharpe in erster Linie dem Erlernen der russischen Sprache. Ab 1784 wurde er von der Zarin direkt zur Erziehung ihrer beiden Enkelkinder, des nachmaligen Zaren Alexander und seines um eineinhalb Jahre jüngeren Bruders Konstantin, beigezogen. Seine Arbeit beschränkte sich zu Beginn auf den Französischunterricht. Mit der Zeit konnte Laharpe weitgehend sein Erziehungskonzept durchsetzen. Das Schwergewicht lag auf den Fächern Geschichte und Geographie, daneben legte er grossen Wert auf die Vermittlung von Philosophie und Staatskunde. So konnte er das Gedankengut von Jean-Jacques Rousseau (Contrat social) und John Locke (Upon civil government) im Zarenhaus einbringen. 1790 heiratete Laharpe die erst 16-jährige Dorothea Boethlingk, Tochter eines reichen Petersburger Kaufmanns.
Während seines Aufenthalts in Russland verlor Laharpe nie den Kontakt zum westlichen Europa. Mit dem Waadtland blieb er über den Briefkontakt mit Henri Monod stark verbunden. Mit Interesse verfolgte er die Entwicklung in Frankreich nach der Revolution von 1789. Er versuchte mit Erfolg, die Zarin von feindlichen Angriffen gegen Frankreich abzuhalten. Über eine Reihe von anonymen Briefen in der London Chronicle wollte Laharpe Einfluss auf die Entwicklung in seiner Heimat nehmen. Unter dem Namen Philantropus und Helvetus veröffentlichte er 1790 mehrere Briefe, in denen er fiktiv beschrieb, dass in Bern eine Umwälzung stattgefunden habe und in der Waadt die Stände zusammengerufen worden seien. Kurz darauf sandte er drei persönliche Briefe ins Waadtland, in denen er die Einberufung der Stände vorschlug. Einer dieser Briefe wurde jedoch von der Berner Zensur abgefangen, worauf die Berner Obrigkeit in Russland intervenierte und die Entlassung Laharpes forderte. Die Zarin ging vorerst nicht auf die Forderung ein. Sie entliess Laharpe jedoch im Dezember 1794. Ihr Enkel Alexander konnte immerhin bewirken, dass Laharpe noch bis Mai 1795 bleiben konnte. Eine Rückkehr ins Waadtland war ihm nicht möglich. Deshalb zog sich Laharpe auf ein Landgut im genferischen Genthod zurück, von wo aus er mit Alexander in engem Briefkontakt blieb.

### Totengräber oder Retter der Eidgenossenschaft?

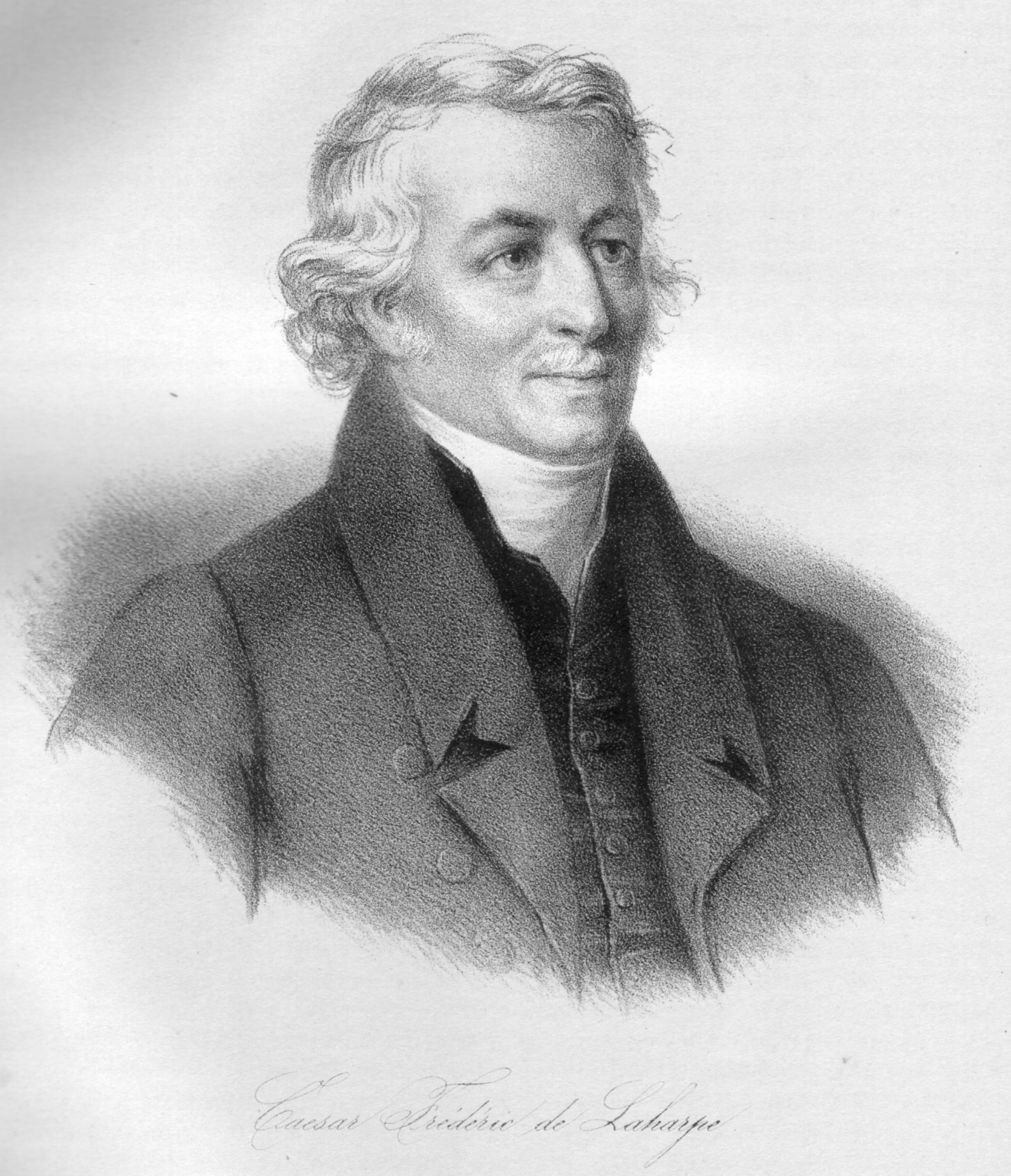
Frédéric-César de la Harpe

1796 zog er nach Paris, wo er dem französischen Direktorium den Anlass zur Intervention in der Schweiz gab, indem er sich auf den von Frankreich garantierten Lausanner Vertrag von 1564 berief, in dem der Waadt ihre bestehenden Freiheiten zugesichert waren. Er wurde deshalb in konservativen Kreisen als «Totengräber der Alten Eidgenossenschaft» bezeichnet. Laharpe war zeitweise der unbestrittene Führer der radikalen schweizerischen Revolutionärspartei, der sogenannten Patrioten.
Als nach dem von ihm und Peter Ochs mit dem Direktorium verabredeten Plan die Eidgenossenschaft 1798 von den Franzosen in die Helvetische Republik umgewandelt worden war, wurde er zu seiner Enttäuschung wegen des Widerstands der Republikaner nicht ins erste helvetische Direktorium gewählt. Erst auf Druck des französischen Gesandten hin wurde er am 29. Juni 1798 zusammen mit Ochs Mitglied des Direktoriums und benutzte dort seinen Einfluss zu quasi-diktatorischen Gewaltmassnahmen, durch die er die von allen Seiten bedrohte Einheitsrepublik zu retten hoffte. Im Soge von Napoléon Bonapartes Staatsstreich am 9. November 1799 gegen das Pariser Direktorium suchte sich Laharpe in der Helvetischen Republik mit einem Staatsstreich ebenfalls diktatorische Vollmachten zu verschaffen, was jedoch nach kürzerer Zeit scheiterte. Nachdem beim Staatsstreich vom 7. Januar 1800 das Direktorium gestürzt worden war, musste er erneut das Land verlassen und nach Paris fliehen.
Nachdem Laharpe 1801 bis 1802 auf Einladung Zar Alexanders I. eine Reise nach Russland gemacht hatte, lebte er auf einem Landhaus bei Paris, empfing 1814 nach dem Einrücken der Verbündeten von Zar Alexander die Würde eines Generals mit dem Andreasorden und bewog diesen, die von Bern beabsichtigte Wiederherstellung des alten Untertanenverhältnisses der Waadt und des Aargaus nicht zu gestatten. Auch ist es nicht zuletzt seinem Einfluss auf den Zaren zu verdanken, dass die Schweiz nicht aufgeteilt oder als Monarchie in den Deutschen Bund eingegliedert wurde. Nach seiner Tätigkeit als Gesandter der Waadt und des Tessins sowie als inoffizieller Anwalt der Schweiz am Wiener Kongress siedelte er 1816 nach Lausanne über und starb dort hochverehrt im Jahre 1838.

## Ehrungen

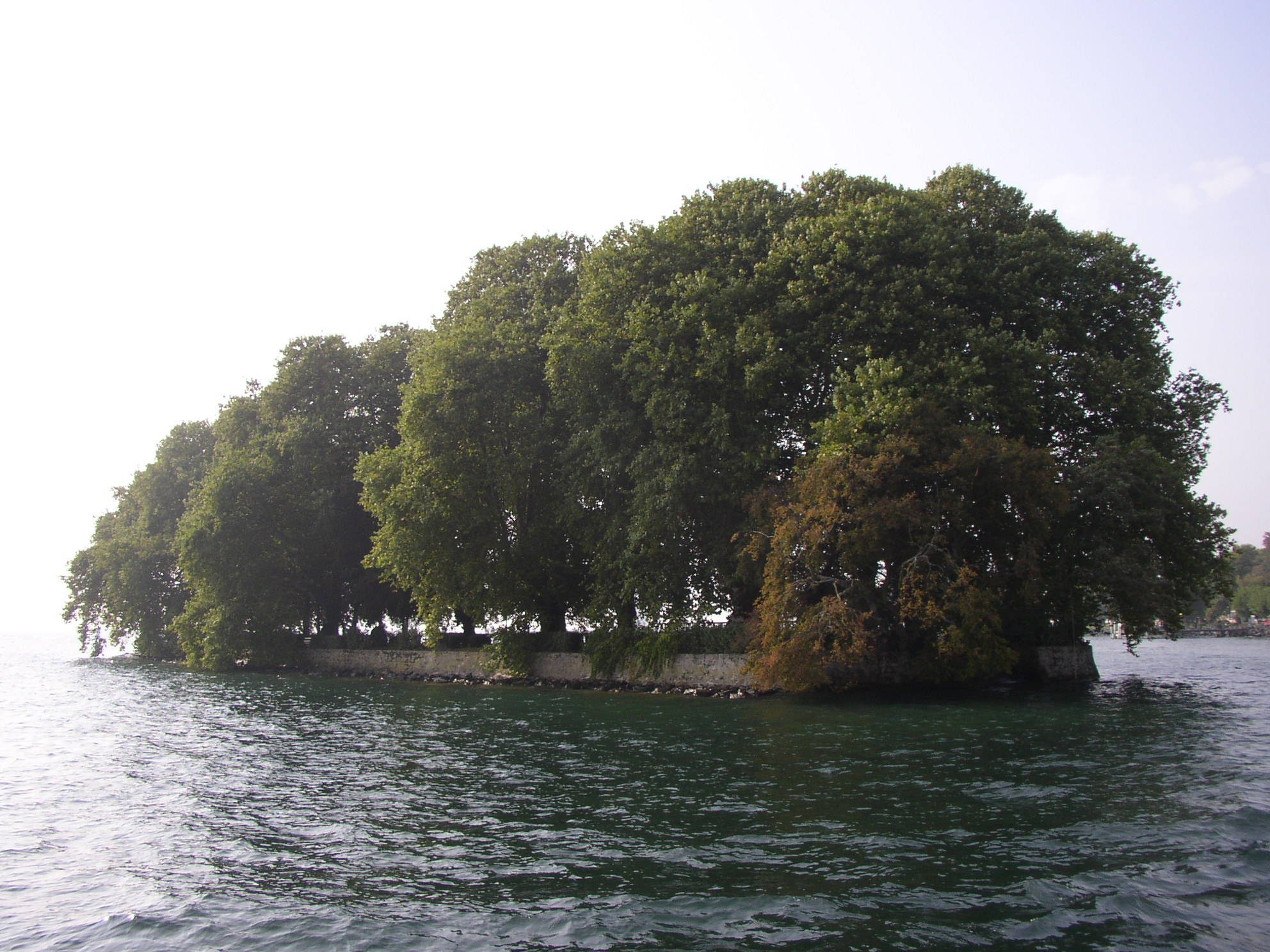
Île de la Harpe. Künstlich erstellte Insel bei Rolle.

Eine erste grosse Ehrung wurde Laharpe bereits zu Lebzeiten zuteil. Am 30. März 1798 liess die provisorische Versammlung des Waadtlandes zu Ehren von Frédéric-César de la Harpe eine Ehrenmedaille prägen, um so seine Rolle bei der Unabhängigkeitserklärung der Waadt zu würdigen. Erst 1896 wurde in Rolle selber an seinem Geburtshaus eine Erinnerungstafel angebracht. Fast 50 Jahre zuvor hatte die Aufstellung eines Denkmals auf der nach Laharpe benannten künstlichen Insel Île de la Harpe einige politische Kontroversen heraufbeschworen. Das Denkmal wurde mit Sammlungsgeldern hauptsächlich aus dem Aargau und dem Tessin finanziert. Der Obelisk, der 1844 feierlich auf der Insel eingeweiht wurde, weist einen Spruch des Zaren zur Bedeutung von Laharpe auf: «Je dois tout ce que je suis à un Suisse» – «Alles was ich bin, verdanke ich einem Schweizer». Eine neue Würdigung erfuhr Laharpe 2009 an der Universität Lausanne. Unter dem Patronat des Kantons Waadt fand vom 30. bis 31. Oktober ein internationales Kolloquium zu Frédéric-César de la Harpe statt.

## Werke
- Essai sur la Constitution du Pays de Vaud. 2 Bde. Paris 1796.
- mit Vincent Perdonnet: Instructions pour l’Assemblée Représentative de la République Lémanique. Paris 1797.
- Rechtfertigungsschrift des Bürgers Cesar Friedrich Laharpe, Mitglied des ehemaligen Direktoriums der helvetischen Republik. Nebst einigen Erklärungs-Noten. Basel 1800.
- Histoire du major Davel, proscrit en 1723 par l’ancien gouvernement de Berne, écrite en 1725, par un contemporain de ce martyr de la liberté vaudoise. Seconde édition accompagnée de notes. Lausanne 1805.
- Quelques observations sur la révision de la constitution vaudoise de 1814. Lausanne 1831.
- Jacques Vogel (Hrsg.): Mémoires de Frédéric-César La Harpe concernant sa conduite comme Directeur de la République helvétique: adressés par lui-mème à Zschokke [1804]. Paris/Genf/Bern 1864.

## Korrespondenz
- Jean-Charles Biaudet, Marie Claude Jequier, Philippe Bastide (Hrsg.): Correspondance de Frédéric-César de La Harpe sous la République helvétique. Neuchâtel 1982–2004.
- Jean Charles Biaudet, Françoise Nicot (Hrsg.): Correspondance de Frédéric-César de La Harpe et Alexandre Ier, suivie de la correspondance de F.-C. de La Harpe avec les membres de la famille impériale de Russie. Neuchâtel 1978–1980.